# David Zucker
David Zucker, född 16 oktober 1947 i Milwaukee, Wisconsin, är en amerikansk filmregissör, producent och manusförfattare, verksam inom komedigenren. Han är bror till Jerry Zucker, vilken han ofta har samarbetat med.

## Filmografi
- 1980 – Airplane!
- 1984 – Top Secret!
- 1986 – Ruthless People
- 1988 – Den nakna pistolen
- 1991 – Den nakna pistolen 2 ½: Doften av rädsla
- 1993 – For Goodness Sake
- 1998 – BASEketball
- 2003 – My Boss's Daughter
- 2003 – Scary Movie 3
- 2006 – Scary Movie 4
- 2008 – The Onion Movie
- 2008 – Superhero Movie
- 2008 – An American Carol